# Lepidochitona (Lepidochitona) dicksae
Lepidochitona (Lepidochitona) dicksae is een keverslakkensoort uit de familie van de Lepidochitonidae. De wetenschappelijke naam van de soort is voor het eerst geldig gepubliceerd in 1999 door Sirenko & Hayes.